# Parafia Ikony Matki Bożej „Wszystkich Strapionych Radość” w Augsburgu
Parafia Ikony Matki Bożej „Wszystkich Strapionych Radość” – prawosławna parafia w Augsburgu, w eparchii berlińskiej i niemieckiej Rosyjskiego Kościoła Prawosławnego poza granicami Rosji. 

## Historia
Okazjonalne nabożeństwa prawosławne w Augsburgu zaczęły być odprawiane w latach 30. XX wieku przez kapłanów przyjeżdżających z Berlina. Status parafii wspólnota rosyjska w tym mieście uzyskała w 1938, razem z pierwszym samodzielnym pomieszczeniem (wcześniejsze nabożeństwa odbywały się w obiektach wynajmowanych). Liczba wiernych wynosiła ok. 200 osób i pozostawała niezmienna także w latach II wojny światowej. Od 1945 proboszcz parafii na stałe mieszkał w Augsburgu, w tym samym mieszkaniu jedno z pomieszczeń zostało zaadaptowane na nową cerkiew domową. W miesiącach letnich parafia wynajmowała pomieszczenie od jednego z kościołów katolickich miasta, w latach 1954–1956 wynajmowali salę w ewangelickim kościele św. Maksymiliana, a następnie, do 1968, korzystali z budynku dawnej synagogi. W tym czasie powstała również biblioteka parafialna oraz pracownia dewocjonaliów. Według danych z 1950 parafia liczyła 428 osób, w tym jedynie około połowy tej liczby zamieszkiwała w samym Augsburgu. 
Obecnie parafia stara się o przyznanie jej budynku byłego kościoła anglikańskiego w Augsburgu.